# ヴァルダ (小惑星)
ヴァルダ（174567 Varda）とは、太陽系の最も外側の領域に位置する、エッジワース・カイパーベルトのキュビワノ族に分類されている二重小惑星の太陽系外縁天体である。仮符号2003 MW12。その衛星であるイルマレは2009年に発見された。
マイケル・ブラウンは、絶対等級が3.5で、直径が約700–800キロメートル (430–500 mi)であると推定している。準惑星である可能性がある。ただし、William M. Grundyらによると、サイズ範囲が400~1000kmで、アルベドが約0.2未満、密度が約≈1.2 g/cm3以下の天体は、分化するどころか完全に固体になることはないだろうと主張しており、準惑星である可能性は非常に低い。ヴァルダの密度が低いのか高密度なのかは明らかではない。

## 発見と軌道

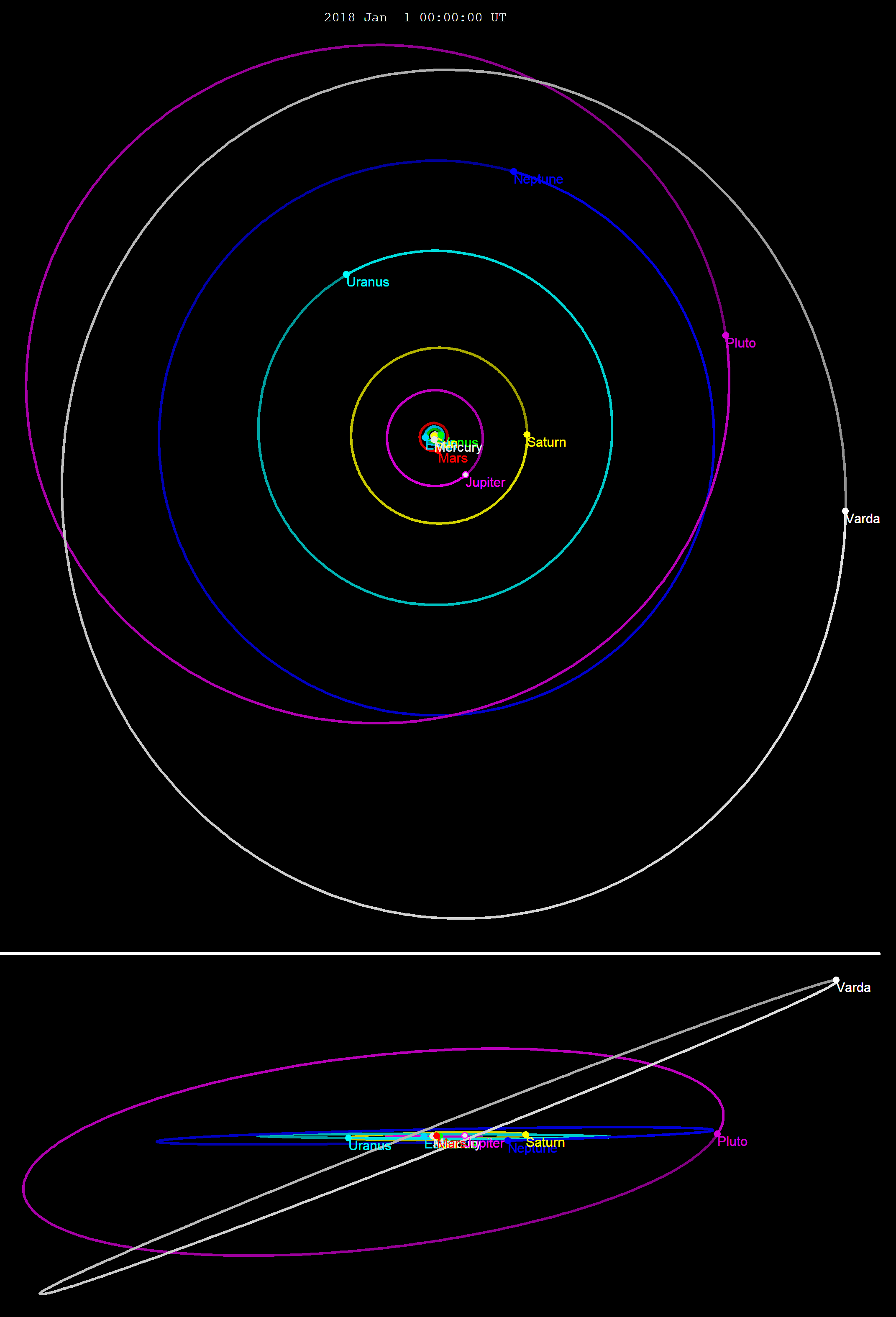
極と黄道からのヴァルダの軌道

ヴァルダは2006年3月に、United States Naval Academy Trident Scholarプロジェクトの一環としてスペースウォッチ望遠鏡を用いてJeffrey A. Larsenが2003年6月21日付けの画像を使用して発見された。
公転周期は313.1年で、39.5~52.7天文単位離れた距離で太陽の周囲を公転している（114,000日以上、軌道長半径は46.1天文単位）。その軌道は、離心率が0.14で、黄道に対して21.5°傾いている。2019年11月の時点で、ヴァルダは太陽から47.5天文単位離れた位置に存在する。2096年11月頃に近日点に到達するとみられている。23の衝で321回観測されており、1980年までのプレカバリー画像が存在する。

## 名称
ヴァルダとその衛星の名称は2014年1月16日に発表された。ヴァルダ（クウェンヤ:[ˈvarda]）は、J・R・R・トールキンの架空世界、中つ国の神話におけるヴァリエで、星々の女王、星をともす者と呼ばれ、星々を創造し、太陽と月の道を定めた存在である。イルマレはマイエで、ヴァルダの侍女である。

## 衛星
ヴァルダには、2009年に発見された衛星のイルマレ（またはヴァルダ I）が存在している。密度とアルベドをヴァルダと同じであると仮定すると、直径は約350km（ヴァルダの約50%）と推定され、全体の質量の8%、つまり2×1019 kgとされている。
ヴァルダとイルマレの間の距離は4809±39 km（ヴァルダの半径の約12倍）で、イルマレの公転周期は5.75日である。

## 物理的特性
見かけの等級と想定されるアルベドに基づいて、ヴァルダとイルマレの推定合計サイズは792+91
−84 kmであり、ヴァルダのサイズは722+82
−76 kmと推定される。この2つの総質量は約2.66×1020 kgである。ヴァルダとイルマレの両方の密度が等しいと仮定すると、密度は約1.24 g/cm3と推定されている。一方、イルマレの密度またはアルベドがヴァルダの密度またはアルベドよりも低い場合、ヴァルダの密度は1.31 g/cm3まで高くなる。
2018年9月10日、ヴァルダの予測直径は、恒星の掩蔽により766±6 kmと測定され、予測扁平率は0.066±0.047であった。同等の直径は740kmであり、以前の測定値と一致している。掩蔽に由来するヴァルダの同等の直径を考えると、その幾何アルベドは0.099と測定され、大型の冥王星族である(208996) 2003 AZ84と同じ程度となる。 ヴァルダの自転周期の大きな不確実性は、その密度と真の扁平率についてさまざまな予測値を想定させる。自転周期が5.91時間または11.82時間の場合、そのかさ密度と真の扁平度は、それぞれ1.78±0.06 g/cm3と0.235または1.23 g/cm3と0.080のいずれかになる。
ヴァルダとイルマレの両方の表面は、スペクトルの可視部分と近赤外線部分（スペクトル分類IR）で赤く見え、イルマレはヴァルダよりもわずかに赤くなる。これらのスペクトルは吸水率を示していないが、メタノール氷が存在する証拠を示している。ヴァルダの自転周期は5.61時間と推定されている。